# Асбестоцементный шифер

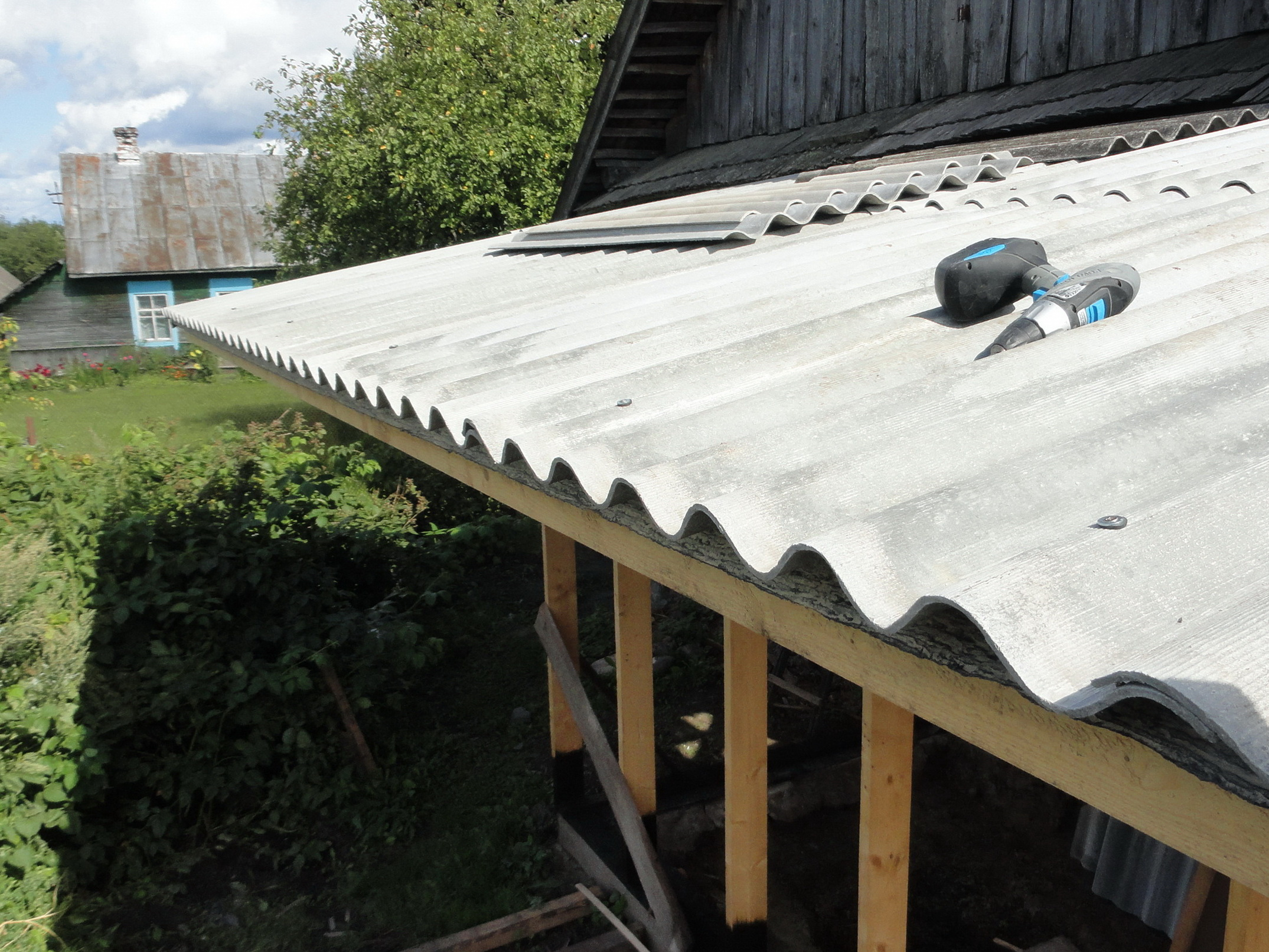
Кровля из волнистого асбестоцементного шифера

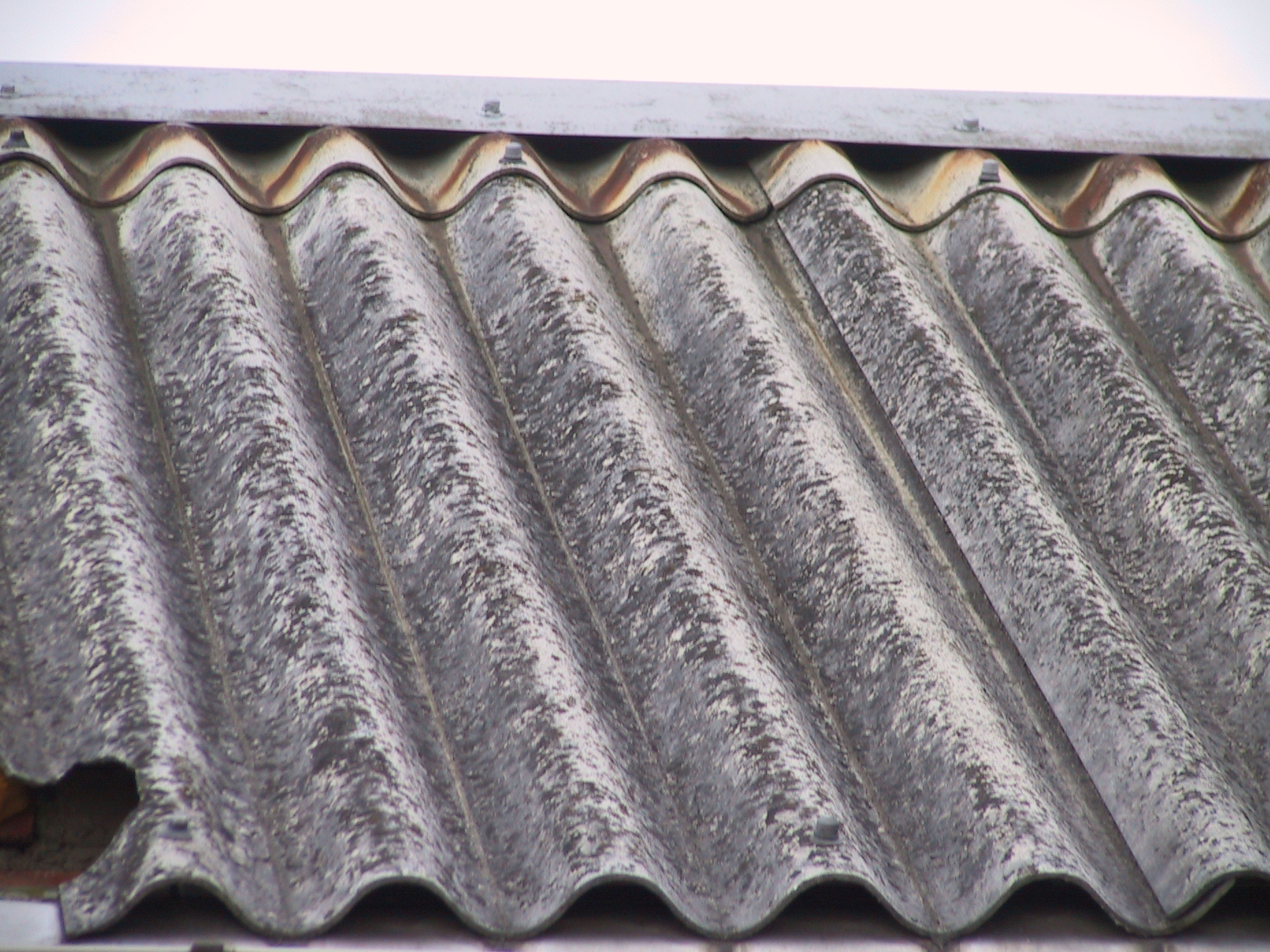
Вид крыши, покрытой волнистым асбестоцементным шифером, после 30 лет необслуживаемого использования

Крыша из окрашенного асбестоцементного шифера

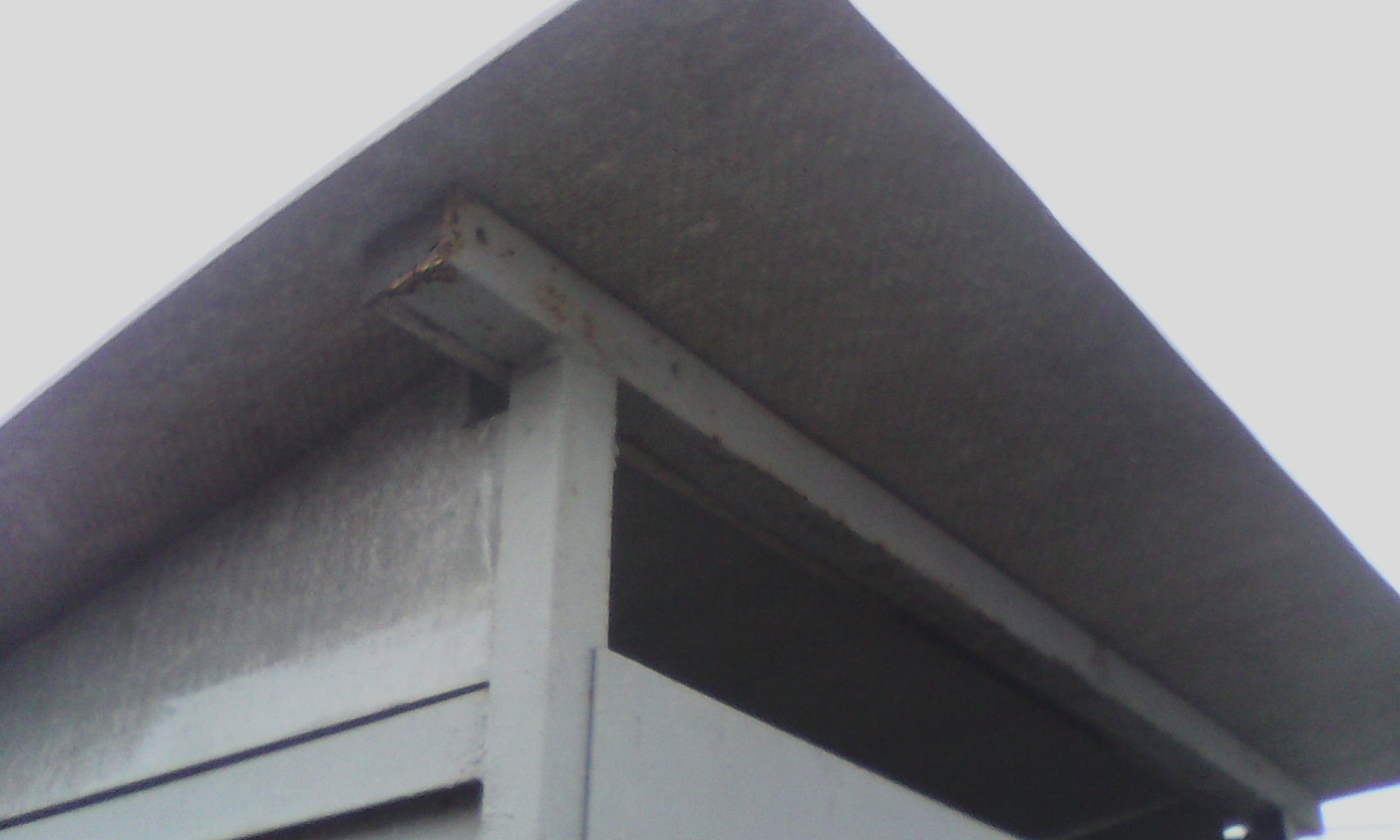
Плоский асбестоцементный шифер

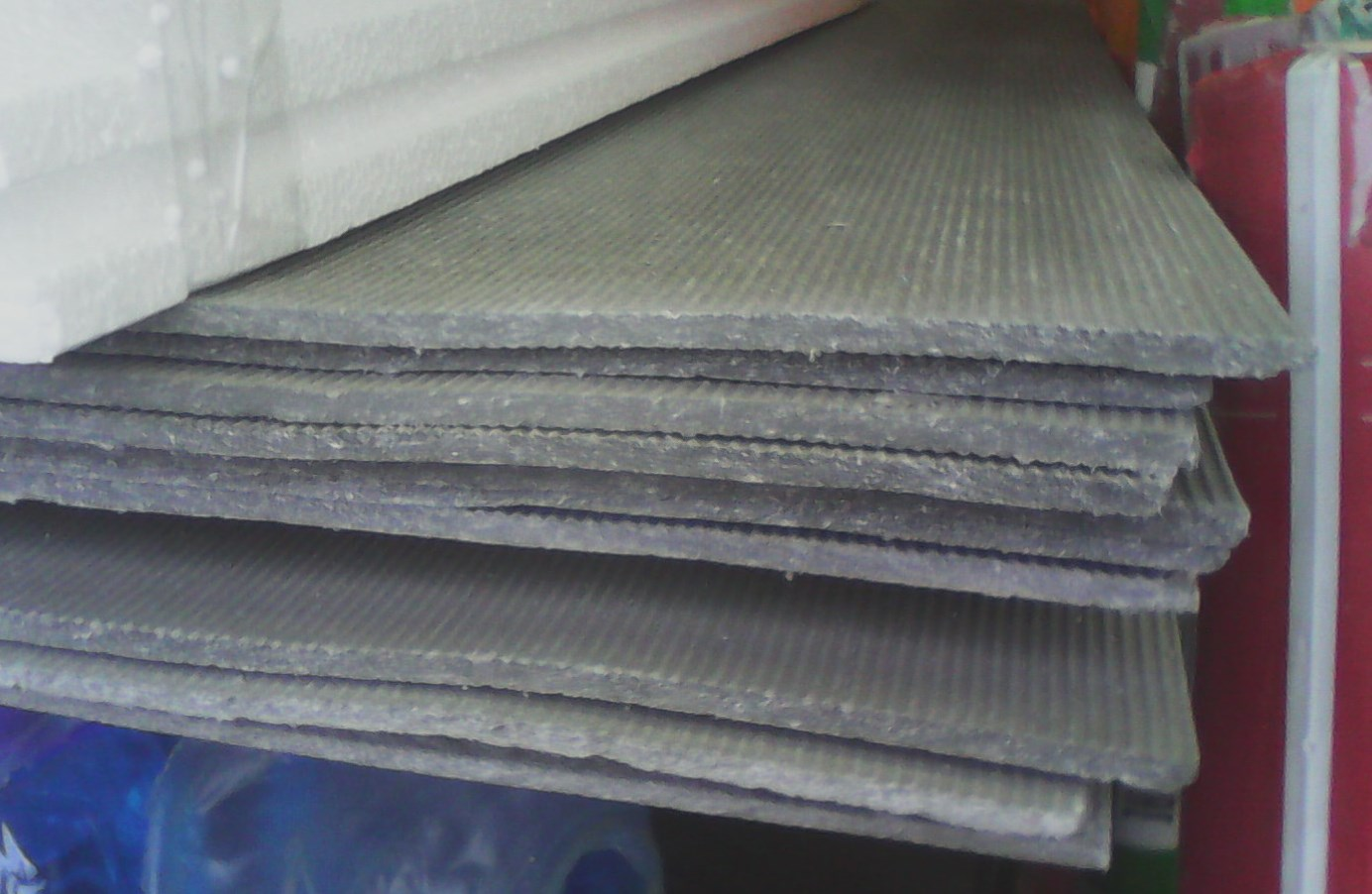
Плоский асбестоцементный шифер (листы) толщиной 6 мм

Асбестоцеме́нтный ши́фер (от нем. Schiefer — сланец) — кровельный строительный материал, представляющий собой асбестоцементные листы плоской или волнистой формы.

## История

### В Европе
Итальянские изделия из асбеста были выставлены в 1878 г. на Всемирной выставке в Париже.
В 1901 году чешский инженер Людвиг Гатчек изобрел и запатентовал технологию производства листов из портландцемента, хризотила и воды. Суть его изобретения была в том, что он смог армировать цемент волокнами асбеста, добыча которого в промышленных масштабах началась в Канаде в 1870-е годы. Были также открыты большие запасы асбестового сырья в Родезии, Австралии и в России. Гатчек дал своему материалу название «этернит» («вечный»).
Изобретение обеспечило более дешёвую замену кровельному покрытию из природных сланцев и быстро приобрело популярность в Европе.
В 1902 году Людвиг Гатчек выполнил крупный заказ Австрийской железной дороги, выпустив покрытие для крыш вокзалов и депо. При этом производство шифера было поставлено на промышленную основу и был открыт завод в г. Фёклабрук.
В 1903 году материал заинтересовал французов, которые выкупили право на его изготовление.
В 1905 г. была открыта первая асбестовая мельница «Feutres et Amiantes d’Auvelais» в Бельгии, где началось производство асбестового текстиля.
В 1906 году разработку хризотилцемента начали в Италии.
В 1910 году был построен ещё один завод в Чехии.
Рост производства приводил к постепенному снижению цены материала и расширял его доступность.
В 1930 годы во французской Нормандии был размещён асбестовый текстильный завод английского совместного предприятия «Turner & Newal», специализировавшийся на производстве тормозных колодок и соединений для автомобилей (он до сих пор существует под названием «Valeo»).

### В России
В 1885 году на Урале было открыто крупнейшее в мире Баженовское месторождение асбеста. Его промышленная разработка началась в 1889 года с участков, наиболее богатых длинноволокнистым асбестом. Добыча и обогащение велись вручную, продуктивность работ была низкой. В 1913 более половины добываемого в России асбеста вывозилось за границу, а изделия из него импортировались. Кровельные материалы Россия ввозила от фирмы «Этернит». В 1908 году по лицензии был открыт первый российский шиферный завод в посёлке Фокино, недалеко от Брянска.
Ситуация изменилась с развитием социализма и промышленности в СССР. Уже в 1922 году было основано государственное предприятие «Ураласбест» на Баженовском месторождении. Если в 1913 году в России было произведено 9 млн условных плиток шифера, то уже в 1928 году оно достигло 28 млн плиток. Были построены 6 заводов в Воскресенске, Сухом Логе, Вольске, Новороссийске, Краматорске и Ростове-на-Дону.

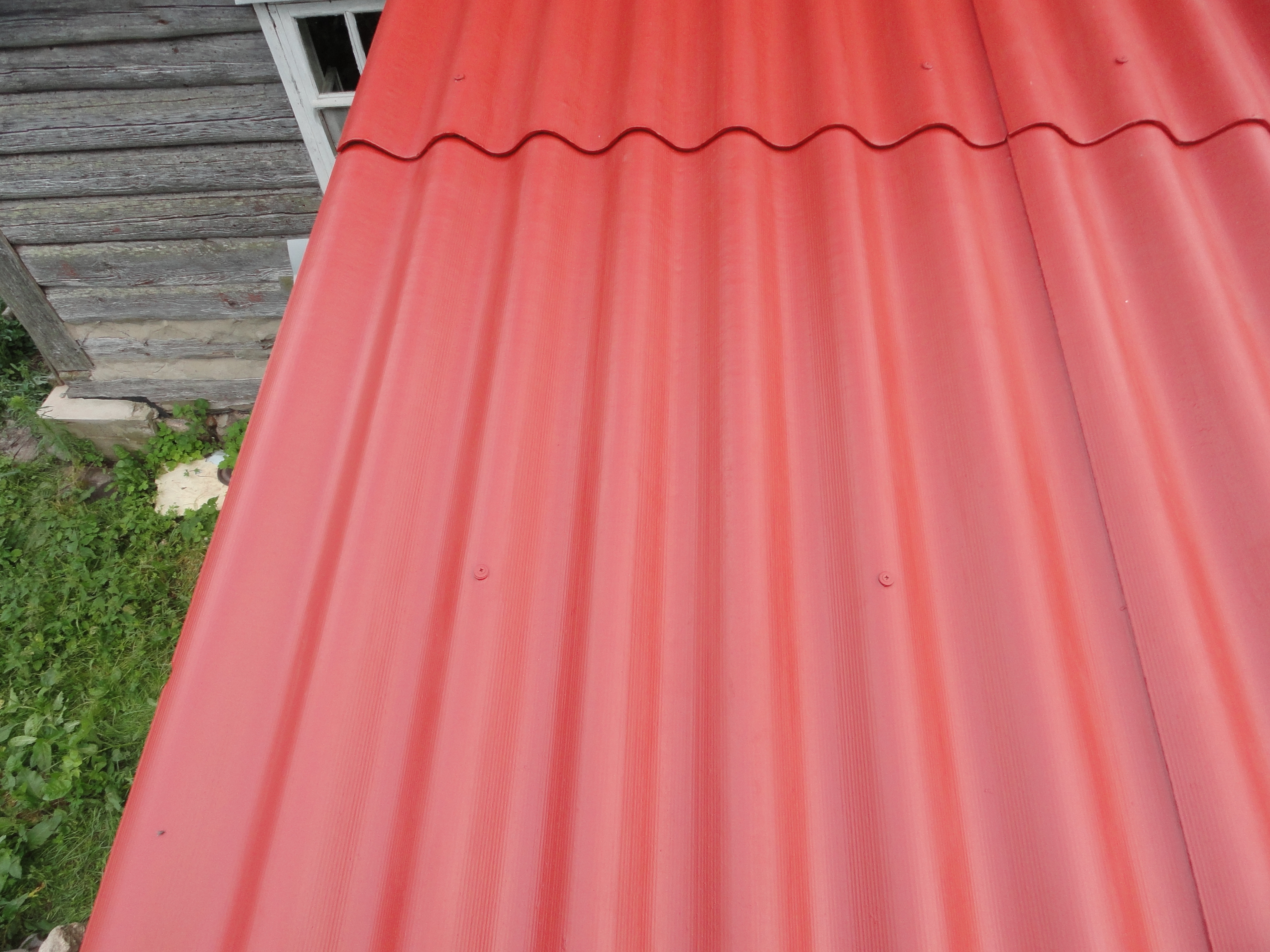
Крашеный шифер

Производство асбестоцементной продукции (помимо кровельного покрытия, выпускались также трубы и изолирующие материалы) в СССР развивалось опережающими темпами: в с 1940 по 1968 год выпуск шифера увеличился в 25 раз (мягкой кровли—в 9,2 раза, черепицы в 1,6 раза), а асбестоцементных труб в 34,4 раза. Доля шифера в общесоюзном производстве основных кровельных материалов достигла 53—55 % в сравнении с 20 % в 1940 году. Шиферные заводы были построены во всех республиках СССР и в основом на местах производства цемента, так как доля асбеста в сырье составляла лишь 15 %. По общему уровню производства асбестоцементных изделий и выпуску их на душу населения СССР с 1958 года занимал 1-е место в мире, обеспечивая более половины всего мирового производства этих изделий.
После перестройки и распада СССР из 58 заводов по производству асбестоцемента сохранилось 28.
В современной России работает 12 заводов по производству хризотилцементных листов и страна является их крупнейшим поставщиком. В этой промышленности занято 400 тысяч человек. Освоено производство цветного шифера, который значительно расширил возможности внешнего дизайна домов, покрытых такими листами.

## Характеристики
В современном строительстве применяется шифер в виде волнистых листов (ГОСТ 30340—95 Листы асбестоцементные волнистые. Технические условия) и в виде плоских листов (ГОСТ 18124—95 Листы асбестоцементные плоские. Технические условия), которые используют не только как материал для покрытия крыш, но и для отделочных работ. Асбестоцементный шифер — прочный, долговечный, простой в монтаже, недорогой материал, с прочными позициями на рынке кровельных материалов, однако при ненадлежащем обращении наносящий вред здоровью человека.

## Размеры шифера
- 5-волновый: длина 1750 мм, ширина 980 мм, толщина 5,8 мм;
- 6-волновый: длина 1750 мм, ширина 1125 мм, толщина 6 мм, 7,5 мм;
- 7-волновый: длина 1750 мм, ширина 980 мм, толщина 5,2 мм, 5,8 мм;
- 8-волновый: длина 1750 мм, ширина 1130 мм, толщина 5,2 мм, 5,8 мм[10].

## Преимущества асбестоцементного шифера
- Благодаря своей твёрдости шифер обычно выдерживает вес человека, в отличие от мягких кровельных материалов (например, рубероида)
- Малый нагрев в солнечную погоду. Другие материалы, например металлочерепица и профнастилы, могут нагреваться очень сильно
- Долговечность, более 30 лет. В России встречаются кровли, на которых шифер смонтирован более 70 лет назад
- Негорюч (группа горючести материала — НГ)
- Легко обрабатывается механическими инструментами
- Не корродирует, в отличие от металлических покрытий
- Обладает хорошими электроизоляционными свойствами
- Малошумен, в отличие от металлической кровли, во время дождя и града
- Дешевле большинства других кровельных материалов
- Шиферную кровлю можно ремонтировать, заменяя отдельные вышедшие из строя листы новыми

## Недостатки
- Канцерогенность. Наличие среди составных частей амфиболового асбеста, являющегося вредным для здоровья человека. Сейчас используется только хризотиловый асбест, опасность которого существенно ниже, хотя и его длительное воздействие может провоцировать раковые заболевания.
- Со временем покрывается водорослями и мхом. Этот недостаток в наше время устраняется проникающими грунтующими составами, попутно усиливая гидростойкость и, как следствие, долговечность кровли.
- Шифер тяжелее многих других кровельных материалов. Установка его на крыше вручную требует физической силы (для справки: масса восьмиволнового листа шифера ТУ 5781-016-00281594-2007 1750×1130 мм при номинальной толщине 4,8 мм — 21,6 кг).
- Относительно хрупок, требует осторожного обращения при транспортировке и установке.
- При нагревании в открытом огне раскалывается на мелкие части, может раскидывать искры горючих материалов, способных при попадании на легковоспламеняющиеся поверхности вызвать их возгорание.

## Вопрос безопасности асбестоцементного шифера как асбестосодержащего материала
Асбест классифицируется Международным агентством по изучению рака как канцероген для человека. Поэтому Всемирная организация здравоохранения (ВОЗ) рекомендует прекращение использования всех видов асбеста как наиболее эффективный способ ликвидировать болезни, вызываемые асбестом, хотя хризотил-асбест не включён в список опасных канцерогенов.
До сих пор ведутся споры о том, является ли хризотил канцерогеном. Некоторое время считалось, что только асбест амфиболовой группы вызывает онкологические заболевания, а хризотил относительно безопасен при условии соблюдения норм безопасности, и что связь хризотила со злокачественными опухолями связана с загрязнением хризотила амфиболом. Однако данные, полученные путем электронно-микроскопических исследований, подтверждают мнение о том, что хризотил сам по себе, хоть и реже чем амфибол, может вызывать злокачественную опухоль (мезотелиому). По сравнению с другими городами Свердловской области, в городе Асбесте наблюдается повышенная смертность от онкологических заболеваний. Хотя общая смертность ниже, чем в среднем в Свердловской области.. В городе находится один из крупнейших рудников по добыче хризотилового асбеста.
По данным ВОЗ во всём мире на рабочих местах действию асбеста в 2007 году было подвержено примерно 125 млн человек, и примерно 107 000 человек (1,4 % от всех умерших от рака, в 2007 году 7.6 млн человек) умирает ежегодно от болезней, вызванных действием асбеста при несоблюдении техники безопасности на рабочем месте. При этом ВОЗ отмечает, что примерно половина всех случаев смерти от профессионального рака вызваны асбестозом. Латентный период между воздействием асбеста и формированием мезотелиомы часто достигает 40 лет, заключает ВОЗ. Зарегистрировано 376 случаев мезотелиомы у жён и детей работников асбестовой промышленности.
Пороговый уровень в отношении канцерогенности асбеста не установлен.

### Шифер, содержащий хризотиловый асбест
В Белоруссии, России и Украине в производстве шифера в основном используется хризотиловый асбест.
Доля хризотил-асбеста составляет в США 95 % от всего асбеста, присутствующего в строительных конструкциях страны.
Потребление асбеста в Европе и в целом в мире в последнее время быстро сокращается. 1 января 1997 года использование амфибол-асбеста было запрещено во Франции. C января 2005 года применение асбеста в Европейском союзе полностью запрещено. В 2018 асбест был запрещен и в Канаде. Канада сделала незаконным импорт, продажу, производство, торговлю или использование изделий, сделанных из асбеста. Всего в мире 67 стран полностью или частично запретили использование все виды асбеста.
Действию амфибол-асбеста в зданиях, построенных с его применением, могут быть подвержены все люди, которые находятся в этом здании, работают там или живут.
В России, согласно утвержденному перечню, разрешено к использованию три тысячи видов продукции, содержащей хризотиловый асбест. При этом использование асбестосодержащих материалов ввиду опасности образуемой асбестовой пыли в жилых помещениях запрещено либо допускается при обеспечении изоляции проникновения пыли в помещение.
В России предельно допустимая концентрация асбестовой пыли, в том числе хризотил-асбеста) нормируется:
- в воздухе рабочих зон: максимально разовая — 2 мг/м3 (6 мг/м3 для асбестоцементной пыли), среднесменная — 0,5 мг/м3 (4 мг/м3 для асбестоцементной, асбестобакелитовой и асбесторезиновой пыли)[22];
- в воздухе населённых мест (с содержанием хризотил-асбеста в пыли до 10 %): среднесуточная — 0,06 волокон в 1 мл[23].

Изделия, содержащие хризотиловый асбест, выпускаются в США, Канаде, Китае, Бразилии, Мексике, Колумбии, Китае, Вьетнаме, Индии, Пакистане, Иране, Таиланде, Индонезии, странах СНГ.
Значимым документом, разъясняющим ситуацию о безопасности хризотила, стало Постановление Правительства Российской Федерации от 31 июля 1998 года № 869 «О позиции Российской Федерации по вопросу использования хризотилового асбеста», в котором указано, что «принятые запреты асбеста в ряде стран основаны на медико-биологических и статистических данных по асбестообусловленным заболеваниям, вызванным использованием в основном асбеста амфиболовой группы, и не учитывают национальных социально-экономических интересов, результатов научных исследований и научно-технических достижений последних лет».
Результаты многочисленных исследований по проблеме «Хризотил и здоровье», выполненных зарубежными и российскими учеными, подтверждают возможность безопасного, контролируемого использования хризотила.
ВОЗ в своем исследовании также признает, что воздействие хризотила на возникновение онкологических заболеваний мало отражено в исследованиях, однако его применение все же следует исключить. Она предлагает заменить хризотил неволокнистыми материалами — непластифицированным поливинилхлоридом (нПВХ) и листовым металлом, так как волокнистые аналоги хризотила не менее вредны, чем он сам. Однако производство таких кровельных материалов гораздо более энергоемко (в производстве асбоцементных листов доля энергии составляет не более 6 %), а стоимость конечной продукции втрое выше, чем шифера.

### Шифер, содержащий амфиболовый асбест
Шифер, содержащий амфиболовый асбест, ранее использовался в странах ЕС и позднее был запрещён из-за того, что амфиболовый асбест является канцерогеном. Амфиболовый асбест в виде мелких волокон канцерогенен и опасен для людей, долгое время работающих в запылённой им среде, и, по данным Всемирной организации здравоохранения (ВОЗ), способен вызывать мезотелиому, а также рак лёгкого, гортани и яичников.
В странах, не имеющих запасов хризотилового асбеста и не имеющих возможности выпускать на его основе строительные материалы, в настоящее время происходит замена материалов, содержащих амфиболовый асбест, на безопасные.

### Хризотил и его заменители
Швейцарский токсиколог Давид М. Бернштейн исследовал хризотил из месторождений в Канаде и США в сравнении с наиболее известными волокнами-заменителями по показателям устойчивости в живом организме. Он установил, что заменители асбестовых волокон гораздо устойчивее хризотила: если хризотил полностью распадается в организме и выводится за 15 дней, то
- керамическое волокно — за 60 дней,
- арамидное — до 90 дней, а
- целлюлозное — более 1000 дней[7].